# 星乃夢奈
星乃 夢奈（ほしの ゆな、2004年11月7日 - ）は、日本のYouTuber、ファッションモデル、女優、歌手。
北海道帯広市出身。スターダストプロモーション所属。旧芸名はゆな。愛称はゆなたこ。
女子小中高生向けYouTubeチャンネル「めるぷち」の元メンバー、YouTubeチャンネル「CulTV」の元レギュラーメンバー、ファッション雑誌『Popteen』の元専属モデル。

## 略歴
2015年ごろから、兄でありYouTuberの「怪盗PINKID（怪盗ピンキー）」の動画に出演。帯広市立大空小学校（現・帯広市立大空学園義務教育学校）卒業後、中学校1年の夏に、芸能活動に専念するため上京した。

### 2017年
2月に、個人のYouTubeチャンネル「ゆなちゃんねる」を開設し、チャンネル登録者数が2週間で20万人を突破した。
8月30日、KANSAI COLLECTION 2017AWにピンキーとともに出演する。
12月 『Popteen』レギュラーモデルとなる。AbemaTVで配信中の番組『Popteenカバーガール戦争』に途中参加し、他のレギュラーモデルとともにPopteen専属モデル昇格を競う。

### 2019年
4月よりAbemaTVにて配信された『第2次Popteenカバーガール戦争』で再びPopteen専属モデル昇格を競い、7月に専属モデルに昇格した。2023年5月号をもってPopteenモデルを卒業した。
4月に開設されたバラエティ型YouTubeチャンネルめるぷちのスターティングメンバーとして出演後、2020年3月に卒業。

### 2022年
6月1日、芸名を「ゆな」から「星乃夢奈」への改名を発表。改名するきっかけは、女優業を見据えたときに、平仮名2文字より漢字のほうが女優っぽいとの考えから。苗字は占いなどを参考に決め、名前は親から付けてもらった名前を使いたいという理由から、本名である『夢奈』をそのまま使用した。
9月4日より、特撮テレビドラマ『仮面ライダーギーツ』にヒロインの鞍馬祢音 / 仮面ライダーナーゴ役で出演。

### 2023年
4月12日に、HoneyWorksが提供した1stシングル「男の子のために可愛いわけじゃない！」が、音楽配信限定でリリースされた。
6月15日、写真集『恋の色。』が発売。

### 2024年
12月27日、同月31日をもって所属事務所「株式会社VAZ」を退所することを発表した。

### 2025年
1月1日、「スターダストプロモーション」に所属することを発表した。

## 人物
- 兄が2人いる[4]。
- 実兄であるYouTuberの怪盗ピンキーの配信への出演で話題になり、その後、VAZに所属して自らのYouTubeチャンネルを開設する[6]。
- 10代に人気のあるデジタルインフルエンサーの一人として、エースコック「スーパーカップMAX」のWEB動画に起用された[33]。
- ダイハツ工業が10代の間での認知度を上げるために、総合プロデューサーひかりんちょを中心にして結成した「おちゃらけ戦隊 ダイハチューム」[34]のメンバーに選ばれる。SNSでの発信に加えて、同社製の後付け事故防止装置の広報などを目的としたキャンペーン「#原宿マジだいはつ」が行われ、2019年7月6日、7日に原宿竹下通りで開催されたイベントには、ゆなも「おちゃらけ戦隊 ダイハチューム」のメンバーとして参加した[35][36]。
- 『仮面ライダーギーツ』のオーディション時は、変身しない女性役や、ゲームナビゲーター役など4つくらいの役があり、どんなキャラクターになるのかわからない状態だった[37]。なお、オーディションの合格はYouTube内のドッキリ企画で知らされた[38]。
- 幼少期は『プリキュア』の方が好きであったが、兄たちと一緒に仮面ライダーシリーズを観ていたという[4]。
- ファンネームは、「たこ族」である[39]。
- 愛犬「モコちゃん」と「ごまちゃん」がいる[40]。
- 好きな食べ物は、たこ焼き。好きなゲームは、シューティングゲームとバトルロワイヤル系[4]。
- インドア派のため、屋内での配信が多いといい、『仮面ライダーギーツ』で演じた鞍馬祢音のように外でも撮影してファンと交流したいという[4]。

## 出演

### テレビドラマ
- 仮面ライダーギーツ（2022年9月4日 - 2023年8月27日、テレビ朝日） - ヒロイン・鞍馬祢音 / 仮面ライダーナーゴ 役[28]
- ブラックファミリア〜新堂家の復讐〜（2023年10月6日 - 12月7日、読売テレビ・日本テレビ） - 新堂梨里杏 役[41]
- セクシー田中さん（2023年10月29日 - 12月24日、日本テレビ） - 翔子 役[42]
- お願いランキングそだてれび「漫画家コマキ魔奇の空腹」（2024年1月9日、テレビ朝日） - 主演・コマキ魔奇 役
- ぼくの人格シェアハウス（2024年3月18日、関西テレビ） - 恋愛至上主義で明るく積極的な人格 役[43]
- あなたの恋人、強奪します。 第4話・第5話（2024年5月5日・12日、朝日放送テレビ・テレビ朝日） - 藤井柚奈 役[44]
- 素晴らしき哉、先生!（2024年8月18日 - 10月6日、朝日放送テレビ・テレビ朝日） - 天羽琴美 役[45][46][47]
- オクトー 〜感情捜査官 心野朱梨〜Season2 第1話（2024年10月3日、読売テレビ・日本テレビ系） - 橋岡未来 役[48]
- 私の町の千葉くんは。（2024年10月10日 - 12月26日、テレビ東京） - 吉岡咲 役
- 今夜は…純烈 「すご～い！お金が好き！」（2025年3月5日 - 、テレビ東京） - 辰巳桃香 役[49]
- 問題物件 最終話（2025年3月26日、フジテレビ） - 西茉由香 役[50]
- 霧尾ファンクラブ（2025年4月3日 - 6月5日、中京テレビ・日本テレビ） - 村岡皐月 役[51]
- いつか、ヒーロー（2025年4月6日 - 6月1日、朝日放送テレビテレビ朝日） - 君原いぶき 役[52]
- 極道上司に愛されたら（2025年7月23日 - 、MBS・TBS） - 川谷愛菜 役[53]

### ウェブドラマ
- これもう回ってますか？  前編　（2020年8月1日、YouTube）- ダイナ舞子 役

- Stand by Meow  前編・後編 （2020年9月18日 - 9月19日、YouTube）- TAMA 役
- スカイパークに集合な！2  前編・中編・後編　（2020年10月16日 - 10月18日、YouTube）- ヒカル 役
- 僕らはいつだって遠回りをしている  前編・後編　（2021年2月19日、YouTube）- 花蓮 役
- 変えられない私たち  全5話　（2021年9月17日、YouTube）- 花蓮 役
- add9 Code（2021年10月3日 - 11月7日、YouTube） - 篠崎麻友 役[54]
- ANIMALS‐アニマルズ‐（2022年6月23日 - 8月11日、ABEMA） - 鹿森凪 役[55]
- 春になれ!（2024年3月18日配信開始、全8話、BUMP） - 主演・綾瀬瑞樹 役[56]
- 最期の授業-生き残った者だけが卒業-（2024年11月26日、UniReel） - 中村美紀 役[57]
- いつだって究極の選択（2025年1月6日、YouTube 他） - 遠藤家の次女 役[58]
  - いつだって究極の選択 シーズン2（2025年6月2日、TikTok）[59]
- いつか、ヒーロー〜氷室海斗の秘密〜（2025年5月4日・11日、TVer） - 君原•いぶき 役[60]

### 映画
- ＃放生津カンタータ（2020年、金森正晃監督）[61]
- 仮面ライダーシリーズ（東映） - 鞍馬袮音 / 仮面ライダーナーゴ  役
  - 仮面ライダーギーツ×リバイス MOVIEバトルロワイヤル（2022年12月23日、柴﨑貴行監督）[62]
  - 映画 仮面ライダーギーツ 4人のエースと黒狐（2023年7月28日、中澤祥次郎監督）[63]
  - 仮面ライダー THE WINTER MOVIE ガッチャード&ギーツ 最強ケミー★ガッチャ大作戦（2023年12月22日、山口恭平監督）[64]
- 遺書、公開。（2025年1月31日、英勉監督） - 栗原瑞希 役[65][66][67]
- 君がトクベツ（2025年6月20日、松田礼人監督） - 木崎玲衣 役[68]

### ショートフィルム
- 少女A〜午前0時のLOVE STORIES〜（2024年9月29日、宮野ケイジ監督） - 主演・少女 役[69]

### オリジナルビデオ
- 仮面ライダーシリーズ
  - てれびくん超バトルDVD 仮面ライダーギーツ どやさ!? 男だらけのデザイアグランプリ 王蛇はオレだー!!（2023年） - 鞍馬祢音 役
  - よろずや!?ミッチー親方の一日（2023年12月6日） - 鞍馬祢音 役[70]
  - 仮面ライダーギーツ ジャマト・アウェイキング（2024年7月24日） - 鞍馬祢音 / 仮面ライダーナーゴ 役[71]

### ウェブアニメ
- ギーツエクストラ ギーツあにめ あなざーぐらんぷり（2023年8月6日 - 2024年3月17日、東映特撮ファンクラブ） - 鞍馬祢音 役[72]

### ウェブ番組
- MelTV（2017年3月15日 - 2019年4月19日[73]、YouTube） - 元レギュラーメンバー[74]
- Popteenカバーガール戦争（2018年12月 - 、AbemaTV）[14][75][76]
- 第二次Popteenカバーガール戦争（2019年4月5日 - 、AbemaTV）[77][22]
- AbemaTV×Twitter特番!平成から令和へ 25時間テレビ（2019年4月30日、AbemaTV）
  - AbemaMorning[78]
  - けやきヒルズ 第一部[79]
- 彼とオオカミちゃんには騙されない（2022年2月20日 - 5月8日、AbemaTV）

### CM
- エースコック「スーパーカップMAX」（2018年）[80]
  - 転校生「笑福亭鶴瓶」編
  - ウェブコマーシャル100の衝撃編
- 北海道文教大学（2022年）[81][82]
- メンソレータム アクネス「恋とニキビは突然に…」（2024年）[83]

### MV
- ゆりめり「メトロノーム」[84] [85]
- ゆりめり「ブラックアゲート」
- ゆりめり「チョコレート」
- ゆりめり「オレンジ」
- ゆりめり「キラキラ」
- ゆりめり「アオイハル」
- カルxピン「イモコ」
- あたらよ「憂い桜」
- harha「マスカレード」

### イベント
- 神戸コレクション2019 AUTUMN/WINTER -ガールズフェスティバル-（2019年9月8日） - Popteenモデルとして参加[86][87]
- EXIA Presents KANSAI COLLECTION 2021 AUTUMN & WINTER（2021年9月5日）
- 超十代 -ULTRA TEENS FES- 2024@TOKYO（2024年3月28日）[88]
- HoneyWorks Presents ハニフェス~女子高文化祭 渋谷~（2024年6月2日）[89]

### ゲーム
- 仮面ライダーバトル ガンバライジング（2022年、アーケード） - 仮面ライダーナーゴ 役[90]
- 仮面ライダーバトル ガンバレジェンズ（2023年 - 2025年、アーケード） - 仮面ライダーナーゴ 役[91]

### 玩具
- 仮面ライダーギーツ DXサウンドIDコアセット02（2023年7月、玩具ボイス）
- 仮面ライダーギーツ DXギーツワンネスサウンドコアID（2023年11月29日、玩具ボイス）
- 仮面ライダーギーツ PREMIUM DXマグナム&ブーストレイズバックル（2024年1月、玩具ボイス）
- 仮面ライダーギーツ PREMIUM DXビートレイズバックル（2024年2月、玩具ボイス）
- 仮面ライダーギーツ PREMIUM DXメモリアルフィーバースロットレイズバックル（2024年12月、玩具ボイス）
- 仮面ライダーギーツ PREMIUM DXメモリアルファンタジーレイズバックル（2025年1月、玩具ボイス）

## 書籍

### 雑誌
- Popteen（2019年10月号 - 2023年5月号、角川春樹事務所） - 専属モデル[22]

### 写真集
- 恋の色。（2023年6月15日、角川春樹事務所）ISBN 978-4-75841444-9

### デジタル写真集
- 新時代のヒロイン（2022年10月3日、集英社、週プレ PHOTO BOOK）[92]
- キャプテンと密かに（2022年12月7日、集英社、スピ/サン グラビアフォトブック）[93]
- ヒロインの定点観測（2023年10月16日、集英社、週プレ PHOTO BOOK）[94]

## ディスコグラフィ

### 配信限定シングル
| #                | 配信日           | タイトル                                            |
| VAZ Music Labels | VAZ Music Labels | VAZ Music Labels                                    |
| ---------------- | ---------------- | --------------------------------------------------- |
| 1st              | 2023年4月12日    | 男の子のために可愛いわけじゃない！                  |
| 2nd              | 2023年7月17日    | 女の子が恋の手錠をかけたら逃さない！/今好きになる。 |
| 3rd              | 2023年11月7日    | 好きすぎてムカつくバースデイ                        |
| 4th              | 2024年6月5日     | 恋愛偏差値45                                        |
| 5th              | 2024年9月25日    | 少女A                                               |

### 参加作品
| 発売日        | 商品名                          | 歌         | 楽曲                                | 備考 |
| ------------- | ------------------------------- | ---------- | ----------------------------------- | ---- |
| 2023年1月12日 | 可愛くてごめん (feat. 星乃夢奈) | HoneyWorks | 「可愛くてごめん (feat. 星乃夢奈)」 |      |

### キャラクターソング
| 発売日       | 商品名                                        | 歌                   | 楽曲                | 備考                                                             |
| ------------ | --------------------------------------------- | -------------------- | ------------------- | ---------------------------------------------------------------- |
| 2023年2月5日 | 仮面ライダーギーツ キャラクターソングアルバム | 鞍馬祢音（星乃夢奈） | 「Beat of My Life」 | 特撮テレビドラマ『仮面ライダーギーツ』関連曲                     |
| 2024年3月8日 | CREATORs                                      | PRAYERs              | 「CREATORs」        | Vシネクスト『仮面ライダーギーツ ジャマト・アウェイキング』挿入歌 |

### ユニットメンバー
1. ↑  浮世英寿（簡秀吉）、桜井景和（佐藤瑠雅）、鞍馬祢音（星乃夢奈）、吾妻道長（杢代和人）、ツムリ（青島心）